# Bivolari
Bivolari es una comuna ubicada en el distrito de Iași, Rumania.

## Superficie
Cuenta con una superficie de 79,28 kilómetros cuadrados.

## Demografía
Hasta 2021 la población era de 3369 habitantes, con una densidad de población de 42,49 habitantes por kilómetro cuadrado.